# Holger Hjelholt
Holger Hjelholt (12. november 1887 i Refsvindinge – 21. maj 1977 i Sachseln) var en dansk arkivar og historiker.
Han blev født på Fyn og blev student fra Hesselager latinskole i 1906 og studerede derefter statsvidenskab på Københavns Universitet. Han skiftede dog under dette retning og blev i 1912 cand. mag. i historie med tysk og dansk som bifag. Hans speciale, skrevet under vejledning af Knud Fabricius, omhandlede tysk historie i det 19. århundrede. 
Han fik 1913 en guldmedalje for besvarelsen af universitetets prisopgave og blev ansat ved Rigsarkivet samme år. Her opnåede han efterhånden stillingen som overarkivar, og det var hans arbejdsplads indtil han gik på pension i 1956. I 1934 havde han søgt om stillingen som rigsarkivar, men blev ikke antaget.
Sideløbende opbyggede han et stort historisk forfatterskab fortrinsvis om Sønderjyllands historie, selv om en af hans mest priste værker er Falsters historie (2 bind, 1934-35). Hovedværket er Sønderjylland under Treårskrigen (2 bind, 1959-62).
Han var kasserer for Det kongelige danske Selskab for Fædrelandets Historie 1941-1950 og 1957-1960, og forstander for selskabet 28. januar – 27. januar 1965. Desuden Ridder af Dannebrog og Dannebrogsmand.

## Forfatterskab
- Hjelholt, Holger: Den danske Sprogordning og det danske Sprogstyre i Slesvig 1850-1864; H.Aschehoug & Co. 1923
- Hjelholt, Holger: Treitschke og Slesvig-Holsten; København 1928
- Hjelholt, Holger: Falsters historie; København 1934-1935
- Hjelholt, Holger: Inkorporationen af den gottorpske Del af Sønderjylland i Kronen 1721; København 1945
- Hjelholt, Holger: Sønderjylland under treårskrigen. Et bidrag til dets politiske historie. I. del: Fra revolutionens udbrud til våbenstilstandens ophør foråret 1849; Gad, 1959
- Hjelholt, Holger: Sønderjylland under treårskrigen. Et bidrag til dets politiske historie II. del. Fra foråret 1849 til freden med Preussen juli 1850; Gad, 1961
- Hjelholt, Holger: Christian Hansen junior (1804-1873). En talsmand for flensborgsk kongetroskab; Gyldendal, 1963
- Hjelholt, Holger: "Arvefølgesag og forfatningsforhold i det danske monarki ved midten af 19. århundrede. Fr. v. Pechlins virksomhed for monarkiets opretholdelse ca. 1845-51"; (Det Kongelige Danske Videnskabernes Selskab, Historisk-filosofiske Meddelelser 46, 3.) Munksgaard, København 1973

### På internettet
- Holger Hjelholt: "Frederik Christians Stilling til det andet svenske Tronfølgervalg" (Historisk Tidsskrift, 8. række, Bind 5; 1914)
- Holger Hjelholt: "Den jydske landmålingsmatrikel" (Historie/Jyske Samlinger, 4. række, Bind 3; 1917)
- Holger Hjelholt: "Martensen og sprogreskripterne" (Historisk Tidsskrift, 9. række, Bind 6; 1929)
- Holger Hjelholt: "Ansættelsen til mølleskyld i Christian V.s matrikel" (Historisk Tidsskrift, 10. række, Bind 2; 1932)
- Holger Hjelholt: "Kongens proklamation til slesvigerne af 27. august 1849" (Historisk Tidsskrift, 10. række, Bind 3; 1934)
- Holger Hjelholt: "Inkorporationen af den gottorpske del af hertugdømmet Slesvig i året 1721. En historisk undersogelse" (Historisk Tidsskrift, 10. række, Bind 4; 1937)
- Holger Hjelholt: "Flensborgs »anerkendelse« af den provisoriske regering" (Historisk Tidsskrift, 11. række, Bind 3; 1950)
- Holger Hjelholt: "Om opfattelsen i det 18. århundrede af Slesvigs statsretlige stilling" (Historisk Tidsskrift, 11. række, Bind 4; 1953)
- Holger Hjelholt: "Om originalmanuskriptet til Leonora Christinas franske selvbiografi" (Historisk Tidsskrift, 11. række, Bind 4; 1953)
- Holger Hjelholt: "Carl Moltke og dannelsen af helstatsministeriet i januar 1852" (Historisk Tidsskrift, 11. række, Bind 5; 1956)
- Holger Hjelholt: "Om tilblivelsen af fællesregeringen for hertugdømmerne af 22. oktober 1848" (Historisk Tidsskrift, 11. række, Bind 6; 1960)
- Holger Hjelholt (anmeldelse af): "Georg Nørregård: Efterkrigsår i dansk udenrigspolitik 1815-24. København 1960. 208 sider" (Historisk Tidsskrift, 11. række, Bind 6; 1960)
- Holger Hjelholt: "Orla Lehmanns diplomatiske mission marts—april 1848 i Berlin og London" (Historisk Tidsskrift, 12. række, Bind 1; 1963)
- Holger Hjelholt: "Hertug Ernst af Koburg-Gotha og kampen ved Egernførde 5. april 1849" (Historisk Tidsskrift, 12. række, Bind 4; 1969)
- Holger Hjelholt: "Radowitz og det slesvig-holstenske spørgsmål i oktober 1830" (Historisk Tidsskrift, 12. række, Bind 5; 1971)